# Károly Huszár
Károly Huszár (n. 1882 - d. 1941) a fost un politician maghiar, care a ocupat funcția de prim-ministru din 1919 până în 1920.
1. ↑  Károly Huszár, Autoritatea BnF
2. ↑   https://temeto.envimap.hu/content/photos_normal/fiumei/7f/3f/6b/8f-acf9-7bb6-47e0-378c9f4eaedf.jpg Lipsește sau este vid: |title= (ajutor)
3. ↑  József Bölöny[*], Hubai László[*], Magyarország kormányai[*], p. 208 Verificați valoarea |titlelink= (ajutor);